# Брэнтли, Джаррелл
Джаррелл Брэнтли (англ. Jarrell Isaiah Brantley; род. 7 июня 1996 года, Чарлстон, штат Южная Каролина, США) — американский профессиональный баскетболист, играющий на позициях лёгкого и тяжёлого форварда. Был выбран под 50-м номером на драфте НБА 2019 года командой «Индиана Пэйсерс».

## Карьера в колледже
Будучи третьекурсником, Брэнтли набирал в среднем 17,3 очка и 6,6 подбора за игру и был включён во вторую сборную всех звёзд конференции Колониальная спортивная ассоциация (КСА). На четвёртом курсе он набирал в среднем 19 очков и 8,4 подбора за игру, забрасывая в среднем 1,2 трёхочковых за игру при проценте попаданий 32,8. Он был включён в первую сборную всех звёзд конференции КСА. Всего за карьеру в колледже Чарлстона Брэнтли набрал 1 914 очков, что является третьим показателем в истории команды.

## Профессиональная карьера

### Юта Джаз (2019—2021)
После окончания сезона в колледже Брэнтли тренировался с несколькими командами НБА, среди которых были «Бостон Селтикс», «Бруклин Нетс», «Шарлотт Хорнетс», «Лос-Анджелес Клипперс», «Миннесота Тимбервулвз» и «Финикс Санз».
Брэнтли был выбран командой «Индиана Пэйсерс» во втором раунде драфта НБА 2019 года под общим 50-м номером, после чего был обменян в команду «Юта Джаз».
16 июля 2019 года Брэнтли подписал двусторонний контракт с «Джаз». 25 октября 2019 года Брэнтли дебютировал в НБА, выйдя со скамейки запасных в матче против «Лос-Анджелес Лейкерс» (86:95), в котором сделал три подбора, одну передачу и один блок-шот. 15 января 2020 года Брэнтли набрал 28 очков, восемь подборов и пять передач в составе команды «Солт-Лейк-Сити Старз» в проигранном матче против «Мэн Ред Клоз». 11 февраля Брэнтли был близок к трипл-даблу, набрав 26 очков, 14 подборов и восемь передач в матче против «Техас Лэджендс» (112:108 ОТ).
13 апреля 2021 года Брэнтли сыграл 22 минуты за «Джаз» в матче против «Оклахома-Сити Тандер» (106:96) . Он набрал 10 очков, выйдя со скамейки запасных, в том числе реализовал два из трёх бросков с трёхочковой дистанции, сделал четыре подбора и одну передачу. Он также оказался самым эффективным защитником против игрока «Тандер» Лугенца Дорта.
15 сентября 2021 года «Джаз» отказались от продолжения сотрудничества с Брэнтли.

### УНИКС (с 2021)
20 сентября 2021 года Брэнтли подписал контракт с российским баскетбольным клубом УНИКС.

## Статистика

### Статистика в НБА
| Сезон                                                                                    | Команда | Регулярный сезон | Регулярный сезон | Регулярный сезон | Регулярный сезон | Регулярный сезон | Регулярный сезон | Регулярный сезон | Регулярный сезон | Регулярный сезон | Регулярный сезон | Регулярный сезон | Серия плей-офф | Серия плей-офф | Серия плей-офф | Серия плей-офф | Серия плей-офф | Серия плей-офф | Серия плей-офф | Серия плей-офф | Серия плей-офф | Серия плей-офф | Серия плей-офф |
| Сезон                                                                                    | Команда | GP               | GS               | MPG              | FG%              | 3P%              | FT%              | RPG              | APG              | SPG              | BPG              | PPG              | GP             | GS             | MPG            | FG%            | 3P%            | FT%            | RPG            | APG            | SPG            | BPG            | PPG            |
| ---------------------------------------------------------------------------------------- | ------- | ---------------- | ---------------- | ---------------- | ---------------- | ---------------- | ---------------- | ---------------- | ---------------- | ---------------- | ---------------- | ---------------- | -------------- | -------------- | -------------- | -------------- | -------------- | -------------- | -------------- | -------------- | -------------- | -------------- | -------------- |
| 2019/20                                                                                  | Юта     | 9                | 0                | 10,7             | 35,7             | 23,1             | 50,0             | 2,2              | 1,2              | 0,3              | 0,6              | 2,7              | 2              | 0              | 6,5            | 0,0            | 0,0            | 50,0           | 2,0            | 1,0            | 0,0            | 0,5            | 0,5            |
| 2020/21                                                                                  | Юта     | 28               | 0                | 4,9              | 48,1             | 42,9             | 100,0            | 1,0              | 0,5              | 0,3              | 0,1              | 2,3              | 2              | 0              | 1,5            | 0,0            | —              | 50,0           | 0,5            | 0,0            | 0,0            | 0,0            | 0,5            |
|                                                                                          | Всего   | 37               | 0                | 6,3              | 43,8             | 36,6             | 75,0             | 1,3              | 0,7              | 0,3              | 0,2              | 2,4              | 4              | 0              | 4,0            | 0,0            | 0,0            | 50,0           | 1,3            | 0,5            | 0,0            | 0,3            | 0,5            |
| Наведите курсор мыши на аббревиатуры в заголовке таблицы, чтобы прочесть их расшифровку. |         |                  |                  |                  |                  |                  |                  |                  |                  |                  |                  |                  |                |                |                |                |                |                |                |                |                |                |                |

### Статистика в колледже
| Сезон                                                                                   | Команда           | GP  | GS  | MPG  | FG%  | 3P%  | FT%  | RPG | APG | SPG | BPG | PPG  |  |
| --------------------------------------------------------------------------------------- | ----------------- | --- | --- | ---- | ---- | ---- | ---- | --- | --- | --- | --- | ---- |  |
| 2015/16                                                                                 | Колледж Чарлстона | 31  | 31  | 28,4 | 46,2 | 33,3 | 71,6 | 7,3 | 1,3 | 1,3 | 0,5 | 11,7 |  |
| 2016/17                                                                                 | Колледж Чарлстона | 35  | 34  | 32,0 | 45,9 | 36,9 | 75,8 | 8,4 | 1,2 | 1,1 | 0,7 | 14,2 |  |
| 2017/18                                                                                 | Колледж Чарлстона | 24  | 21  | 32,3 | 50,0 | 38,5 | 82,1 | 7,1 | 1,7 | 1,0 | 0,8 | 17,3 |  |
| 2018/19                                                                                 | Колледж Чарлстона | 33  | 33  | 34,0 | 51,7 | 32,8 | 78,5 | 8,4 | 2,4 | 1,4 | 0,9 | 19,4 |  |
|                                                                                         | Всего             | 123 | 119 | 31,7 | 48,7 | 35,3 | 76,8 | 7,9 | 1,7 | 1,2 | 0,7 | 15,6 |  |
| Наведите курсор мыши на аббревиатуры в заголовке таблицы, чтобы прочесть их расшифровку |                   |     |     |      |      |      |      |     |     |     |     |      |  |